# Lijst van rijksmonumenten aan de Wagenweg
De Wagenweg in de stad Haarlem telt 10 inschrijvingen in het rijksmonumentenregister. Hieronder een compleet overzicht van de rijksmonumenten aan of bij de Wagenweg.
| Object                                                                                       | Oorspronkelijke functie? | Bouwjaar              | Architect                         | Locatie            | Coördinaten?                  | Nr.?   | Afbeelding                                                                                   |
| -------------------------------------------------------------------------------------------- | ------------------------ | --------------------- | --------------------------------- | ------------------ | ----------------------------- | ------ | -------------------------------------------------------------------------------------------- |
| Pand met lijstgevel                                                                          | Werk-woonhuis            | eerste kwart 19e eeuw |                                   | Wagenweg 14        | 52° 22' 26" NB, 4° 37' 44" OL | 19814  | Meer afbeeldingen                                                                            |
| Huis Overvelde                                                                               | Woonhuis                 | midden 19e eeuw       |                                   | Wagenweg 46        | 52° 22' 24" NB, 4° 37' 37" OL | 19815  | Meer afbeeldingen                                                                            |
| Pand met statige gevel met rechte kroonlijst, ter weerszijden van de ingang fraaie lantaarns | Woonhuis                 |                       |                                   | Wagenweg 58        | 52° 22' 22" NB, 4° 37' 34" OL | 19816  | Pand met statige gevel met rechte kroonlijst, ter weerszijden van de ingang fraaie lantaarns |
| Spruitenbosch                                                                                | Woonhuis                 | 1872                  |                                   | Wagenweg 61        | 52° 22' 10" NB, 4° 37' 23" OL | 513480 | Upload foto                                                                                  |
| Huis Clematis                                                                                | Woonhuis                 | begin 19e eeuw        |                                   | Wagenweg 62        | 52° 22' 22" NB, 4° 37' 33" OL | 19817  | Huis Clematis                                                                                |
| Huis Zomerlust met koetshuis                                                                 | Kasteel, buitenplaats    | 18e/19e eeuw          |                                   | Wagenweg 65        | 52° 22' 6" NB, 4° 37' 18" OL  | 19813  | Meer afbeeldingen                                                                            |
| Nieuw Stadwijk                                                                               | Woonhuis                 | 1894                  | F.G.A. Haitsma Mulier             | Wagenweg 66        | 52° 22' 21" NB, 4° 37' 32" OL | 513431 | Meer afbeeldingen                                                                            |
| Eindenhout: huis                                                                             | Kasteel, buitenplaats    | 1795                  |                                   | Wagenweg 242       | 52° 21' 52" NB, 4° 37' 6" OL  | 19818  | Meer afbeeldingen                                                                            |
| Eindenhout: tuinkoepel                                                                       | Tuin, park en plantsoen  | 1918                  | firma Rooker & Agterberg (bouwer) | Wagenweg bij 242   | 52° 21' 54" NB, 4° 37' 2" OL  | 513481 | Meer afbeeldingen                                                                            |
| Vreedehoff                                                                                   | Kasteel, buitenplaats    | 18e eeuw              |                                   | Wagenweg 244 - 246 | 52° 21' 50" NB, 4° 37' 6" OL  | 19819  | Meer afbeeldingen                                                                            |

Centrum:
Bakenessergracht ·
Frankestraat ·
Gedempte Oude Gracht ·
Gierstraat ·
Groot Heiligland ·
Grote Houtstraat ·
Grote Markt ·
Jansstraat ·
Kenaupark ·
Klein Heiligland ·
Kleine Houtstraat ·
Kleine Houtweg ·
Koningstraat ·
Nieuwe Gracht ·
Parklaan ·
Spaarnwouderbuurt ·
Wilhelminastraat ·
Zijlstraat

Zuid-West:
Florapark ·
Floraplein ·
Wagenweg 

Haarlem-Oost

Schalkwijk

Noord:
Begraafplaats Kleverlaan ·
Spaarndam 